# Croisade du Kansas
La croisade du Kansas organisée en 1854 aux États-Unis avait pour but de s'assurer que l'admission du futur État du Kansas dans l'Union se ferait sous le statut d'un État abolitionniste.
Par centaines, des émigrants quittèrent la Nouvelle-Angleterre en quatre vagues successives, à la mi-1854 pour peupler le nouveau territoire du Kansas, dans l'espoir de s'assurer que le futur nouvel état serait abolitionniste. Ils se heurtèrent à l'extrême violence des armées privées levées par les planteurs de coton ; c'est le Bleeding Kansas, le « Kansas sanglant », qui émeut l'opinion publique. La colère et la lassitude de ces émigrants venus de la Nouvelle-Angleterre, après des décennies de lutte contre l'esclavage, débouchent sur la guerre de Sécession.

## Histoire

### Le contexte économique: flambée des cours du coton
La « croisade du Kansas » est lancée à un moment où l'histoire de l'esclavage était devenue étroitement liée à l'histoire de la culture du coton, une plante dont les prix sont dopés par la très forte croissance économique mondiale des années 1850. Les planteurs de coton ne résignent pas à abandonner l'esclavage, face à une telle aubaine.
Selon l'édition du 15 septembre 1854 du Kansas Weekly Herald, Aristide Rodrigue, fils de Jacques-André Rodrigue, célèbre réfugié français de Saint-Domingue en Amérique, a reçu un ordre de mission du gouvernement fédéral pour explorer le futur territoire du Kansas avec le colonel Albert Boone, petit-fils de Daniel Boone, le fondateur du Kentucky. Tous deux créent la ville de Lecompton (appelée à ses débuts Bald Eagle, ou « Aigle chauve »), la première de ce qui n'est encore que le territoire du Kansas. Les colons esclavagistes du Missouri et de l'Arkansas s'y installent, dans l'espoir de faire basculer la juridiction du futur État et donc la loi des États-Unis en faveur de l'esclavage. Aristide Rodrigue exerce la fonction stratégique de maître de poste de la nouvelle ville. Pour construire le capitole du nouvel État, il reçoit une subvention de 50 000 dollars de l'État fédéral. 
Le compromis de 1850 semblait pourtant avoir permis d'éviter toute extension de l'esclavage sur les nouvelles terres libérées à l'ouest des États-Unis. Mais l'acte Kansas-Nebraska du 30 mai 1854 crée les territoires du Kansas et du Nebraska, organise des terres nouvelles, abroge le compromis du Missouri de 1820, et permet aux immigrants installés dans ces territoires de décider si oui ou non ils y introduiront l’esclavage.

### Le contexte politique: une catastrophe nationale
Il a été imaginé par le très influent politicien démocrate Stephen A. Douglas, qui sera le candidat démocrate à l'élection présidentielle américaine de 1860. Au début des années 1850, Stephen A. Douglas a choisi Chicago comme tête de pont d'un réseau ferré: il a besoin de peupler les plaines pour rentabiliser ce réseau ferré, sur fond de division et de confusion politique.  
En 1852, le Parti Whig avait choisi comme candidat à la présidence des États-Unis le général Winfield Scott. Jugé trop à gauche, il est battu à plate couture par le démocrate Franklin Pierce. Les sudistes adhèrent alors en masse au parti démocrate, qui devient défenseur de l'esclavage. Car au même moment, il perd chez les progressistes, au nord, de nombreux militants, devenant adhérents du Parti du sol libre créé en 1848, ou même, un peu plus tard, du Parti républicain créé en 1856 pour mettre un terme à la dérive esclavagiste du parti démocrate. C'est l'épisode que les historiens décrivent comme une "catastrophe nationale": chaque parti devient le représentant d'une partie purement géographique du pays. 

### Création de quatre nouvelles villes, attaquées par le Missouri
La "Croisade du Kansas" a eu pour conséquence la création en 1854 des villes de Lawrence (Kansas), Topeka, Manhattan (Kansas), et Osawatomie (Kansas), mais aussi de violents combats contre l'armée des "Border Ruffians", levée par les planteurs de coton du Missouri, tout proche. Cette "croisade" provoqua dès novembre 1854 les violences qui eurent lieu ensuite de manière quasi-continuelle, de 1854 à 1861, et furent décrites sous le nom de Bleeding Kansas.

### Les organisateurs de la croisade
Parmi les principaux organisateurs de la "Croisade du Kansas", Eli Thayer (1819-1899), élu abolitionniste de l'état du Massachusetts à la chambre des représentants américaine de 1857 à 1861, qui avait déjà créé en 1848 l'Oread Institute, à Worcester (Massachusetts) pour favoriser la promotion sociale des jeunes femmes.
En 1854, il a créé la Massachusetts Emigrant Aid Company, qui fusionna en 1855 avec la New York Emigrant Aid Company pour devenir la New England Emigrant Aid Company. Son agent  est le médecin Charles L. Robinson, un ancien de la ruée vers l'or en Californie, qui deviendra en 1861 le premier gouverneur du nouvel état du Kansas. 
Un autre organisateur important est le pasteur abolitionniste new-yorkais Henry Ward Beecher, qui a fourni des centaines de fusils "Sharps", achetés par souscription auprès de sa congrégation, surnommés les bibles de Beecher.